# والری روژدستونسکی
والری روژدستونسکی (به انگلیسی: Valery Rozhdestvensky) فضانورد اهل اتحاد شوروی است که در ۱۳ فوریهٔ ۱۹۳۹ در سن پترزبورگ زاده شد. وی در مأموریت سایوز ۲۳ حضور داشته‌است.